# هوراس هيلدرث
هوراس هيلدرث هو محامي ودبلوماسي وسياسي أمريكي، ولد في 2 ديسمبر 1902 في غاردينر في الولايات المتحدة، وتوفي في 2 يونيو 1988 في بورتلاند في الولايات المتحدة بسبب نوبة قلبية. نشط حزبياً في الحزب الجمهوري. وقد انتخب سفير وانتخب حاكم مين ‏ (3 يناير 1945 – 5 يناير 1949) وانتخب عضو مجلس نواب مين ‏.